# Ipomoea simplex
Ipomoea simplex là một loài thực vật có hoa trong họ Bìm bìm. Loài này được Thunb. mô tả khoa học đầu tiên năm 1794.

## Hình ảnh

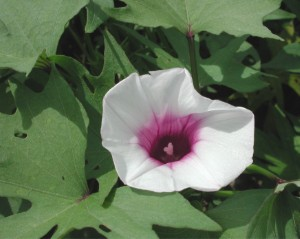
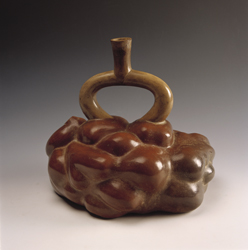
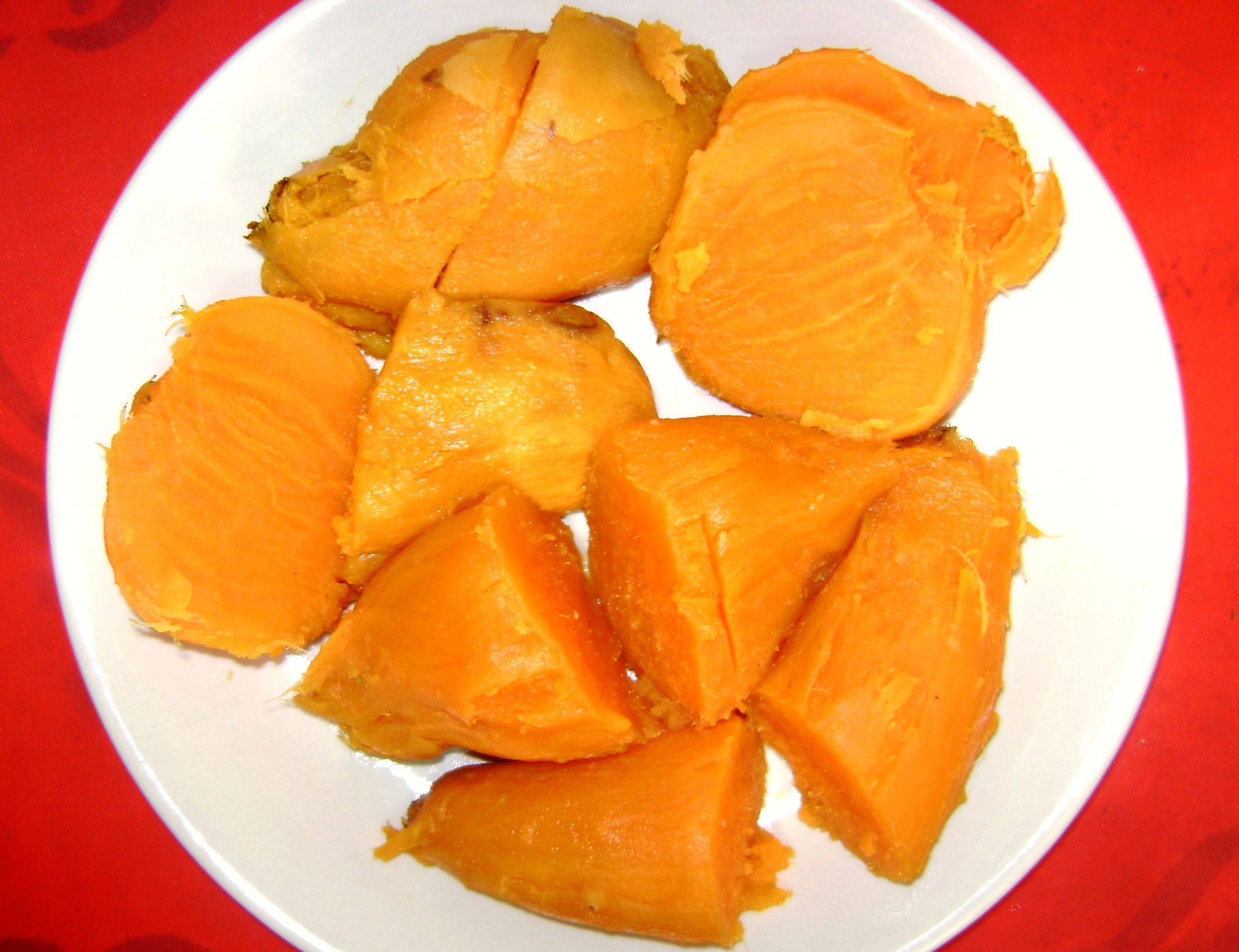